# Nacina Ves
Nacina Ves é um município da Eslováquia, situado no distrito de Michalovce, na região de Košice. Tem 15,8 km² de área e sua população em 2018 foi estimada em 1.809 habitantes.

## Demografia
| Ano:        | 1994 | 2004   | 2014   | 2024   |
| ----------- | ---- | ------ | ------ | ------ |
| Broj ljudi: | 1649 | 1736   | 1776   | 1841   |
| Razlika:    |      | +5,27% | +2,30% | +3,65% |

| Ano:               | 2023 | 2024   |
| ------------------ | ---- | ------ |
| Número de pessoas: | 1834 | 1841   |
| Diferença:         |      | +0,38% |